# Carphalea pervilleana
Carphalea pervilleana är en måreväxtart som beskrevs av Henri Ernest Baillon. Carphalea pervilleana ingår i släktet Carphalea och familjen måreväxter. Inga underarter finns listade i Catalogue of Life.